# Distretto elettorale di Elim
Il distretto elettorale di Elim è un distretto elettorale della Namibia situato nella Regione di Omusati con 11.406 abitanti al censimento del 2011. Il capoluogo è la città di Elim.
Altre località del distretto sono Onashiku, Iiyale, Iino, Olupumbu, Iiyanguti, Olupembana, Ondangwa, Onegali e Onamega.